# Kindertoeslag
Kindertoeslag was in Nederland een tegemoetkoming in de kosten voor kinderen.
Kindertoeslag werd ingevoerd op 1 januari 2008 en werd uitgekeerd door Belastingdienst/Toeslagen. Kindertoeslag verving de kinderkorting. Kinderkorting was een korting die ouders konden krijgen op het betalen van de inkomstenbelasting. Mensen met een laag inkomen betalen weinig belasting en, omdat je principieel nooit meer belasting terug kunt krijgen dan je hebt betaald, hadden niets aan een korting op dat bedrag. Daarom werd de kinderkorting vervangen door een kindertoeslag, die boven op het inkomen kwam. Kindertoeslag ontvingen ouders náást kinderbijslag. 
De hoogte van de kindertoeslag was afhankelijk van het gezinsinkomen: hoe lager het inkomen, hoe meer kindertoeslag iemand krijgt. Voor de toeslag maakte het aantal kinderen niet uit, per gezin met kinderen werd één keer kindertoeslag uitgekeerd. De kindertoeslag bedroeg in 2008 maximaal 82 euro per maand. Het maximale bruto gezinsinkomen voor 2008 was € 46.700 per jaar. 
Recht op kindertoeslag bestond wanneer:
- Ouder(s) één of meer kinderen hebben die jonger zijn dan 18 jaar
- De ouder(s) kinderbijslag ontvangen of voor kinderen van 16 of 17 geen kinderbijslag krijgen maar hen wel in belangrijke mate onderhouden
- De ouder(s) de Nederlandse nationaliteit bezitten of een geldige verblijfsvergunning hebben
- Het gezinsinkomen niet hoger is dan € 46.700 (2008)

Met ingang van 1 januari 2009 is de kindertoeslag vervangen door het kindgebonden budget. 